# Kołacin (gromada)
Kołacin – dawna gromada, czyli najmniejsza jednostka podziału terytorialnego Polskiej Rzeczypospolitej Ludowej w latach 1954–1972.
Gromady, z gromadzkimi radami narodowymi (GRN) jako organami władzy najniższego stopnia na wsi, funkcjonowały od reformy reorganizującej administrację wiejską przeprowadzonej jesienią 1954 do momentu ich zniesienia z dniem 1 stycznia 1973, tym samym wypierając organizację gminną w latach 1954–1972.
Gromadę Kołacin siedzibą GRN w Kołacinie utworzono – jako jedną z 8759 gromad na obszarze Polski – w powiecie brzezińskim w woj. łódzkim, na mocy uchwały nr 29/54 WRN w Łodzi z dnia 4 października 1954. W skład jednostki weszły obszary dotychczasowych gromad Kołacin, Kołacinek, Kotulin, Koziołki (z wyłączeniem kolonii Koziołki) i Mroga Dolna (z wyłączeniem wsi Michałów i Rozworzyn) oraz wieś Henryków i wieś Żabieniec z dotychczasowej gromady Syberia oraz kolonia Kobylin, wieś Kobylin i osada Praga z dotychczasowej gromady Stefanów ze zniesionej gminy Rogów w powiecie brzezińskim; wieś Szymaniszki z dotychczasowej gromady Tadzin ze zniesionej gminy Lipiny w powiecie brzezińskim; a także obszar dotychczasowej gromady Zacywilki oraz wieś Jasień i osada młyńska Jasień z dotychczasowej gromady Jasień ze zniesionej gminy Słupia w powiecie skierniewickim. Dla gromady ustalono 20 członków gromadzkiej rady narodowej.
1 stycznia 1958 z gromady Kołacin wyłączono wieś Żabieniec włączając ją do gromady Wola Cyrusowa w tymże powiecie.
31 grudnia 1959 do gromady Kołacin przyłączono kolonię Koziołki i wieś Wola Cyrusowa ze zniesionej gromady Wola Cyrusowa.
Gromada przetrwała do końca 1972 roku, czyli do kolejnej reformy gminnej.